# Carl Showalter
Carl Showalter es un personaje de la película Fargo (1996) creado por Joel e Ethan Coen e interpretado por Steve Buscemi.
Carl es contratado por Jerry Lundegaard, un descarado e inepto vendedor de autos necesitado de dinero, para que secuestre a su esposa, ya que su suegro es un rico pero egoísta abogado. Carl secuestraría a la esposa de Jerry y luego pedirle dinero para el rescate, Jerry le pediría ese dinero a Wade (su suegro), y luego repartirían lo obtenido entre ellos.
Los que en un principio parece ser un buen plan, se ve obstaculizado por ciertas circunstancias. Para el secuestro, Carl trabaja en conjunto con Gaear, un matón que a diferencia de Carl, desde un principio no duda en matar a quien se interponga. A medida que el tiempo pasa y debido a las complicaciones, Carl va perdiendo la paciencia y mostrando su lado más psicótico, matando personas sin preocuparse y volviéndose un verdadero secuestrador. Tras asistir al punto de encuentro para el intercambio y matar a Wade (el suegro), Carl vuelve herido con el dinero a la cabaña donde Gaear, su compañero, lo estaba esperando. Su final llega cuando después de una discusión con Gaear, este lo sorprende matándolo con un hacha, y luego trataría de deshacerse de él triturándolo con una picadora para hacer serrín de madera.

## Curiosidades
- Antes de ser golpeado por Gaear, Carl (Steve Buscemi) dice: "You fuckin' shot me!", en Mystery Train (1989) dice las mismas palabras bajo las mismas circunstancias.
- Durante la escena en que le dispara a Wade (el suegro de Jerry), Carl dice la palabra "fuck" 10 veces en total.
- El papel de "Carl Showalter" fue escrito específicamente para ser protagonizado por Steve Buscemi.
- Los personajes de Steve Buscemi mueren en la mayoría de las películas de los hermanos Coen en las que aparece.
- El episodio nº311 de Los Simpson cuenta con Steve Buscemi como invitado, al encontrarse con Homer Simpson en California dice: "hola Homer, soy el actor Steve Buscemi", y Homer responde: "el tipo de la picadora en Fargo!".